# تخته‌پل

پویانمایی از تخته‌پل.

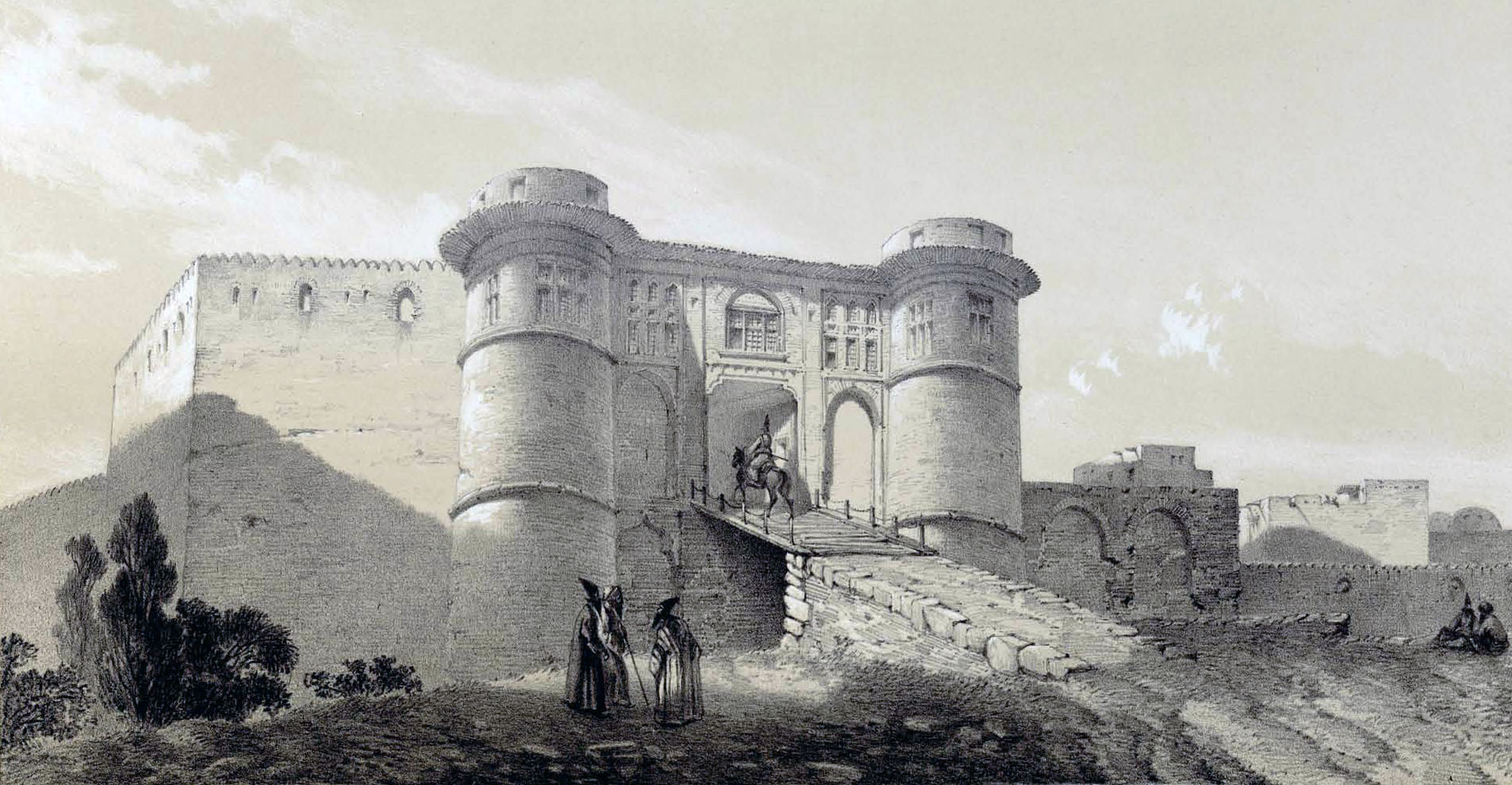
قلعه نهاوند و تخته‌پل آن.

تخته‌پل، گونه‌ای پل متحرک است که بر روی خندق‌های پیرامون کاخ‌های و دژها یا دروازه‌های قدیمی برخی شهرها قرار می‌گیرد.
آنندراج در تعریف تخته‌پل می‌نویسد: «پلی که از تخته‌ها بر خندق قلعه سازند تا در قلعه آمد و رفت واقع شود.»
با برافراختن تخته‌پل و قرار دادن آن به صورت عمودی، راه قصر، دژ یا شهر مربوطه به سوی افراد بیرون از آن بسته می‌شود.
تحرک تخته‌پل‌ها به صورت چرخش گرد یک محور است و در دو سوی سمت بیرونی تخته طناب‌ها یا زنجیرهایی وصل می‌شود که با کشیدن آن‌ها، پل چوبی به حالت عمودی می‌ایستد و بدین ترتیب راه درون دژ یا شهر بسته می‌شود.
طناب یا زنجیر کشیده شده، در پشت دیوارها، گرد قرقره‌ای جمع می‌شود.

## اشارات تاریخی فارسی
زلالی (خوانساری؟) در شعری می‌نویسد:
قلعه قهقهه دهان کرده
تخته‌پل بر درش زبان کرده.
ذوالفقار کرمانی که در سال ۱۲۸۸ قمری به دستور ناصرالدین‌شاه قاجار برای تهیهٔ نقشه سیستان و تعیین مرزهای ایران با افغانستان به آن منطقه رفته در کتاب جغرافیای نیمروز می‌نویسد:
یوم پنج‌شنبه ۱۲، بعد از چای صبح با چهل نفر از سوارهای طایفه بلوچیه سوار شدیم لب هیرمند رفتیم. سوارها چند قطعه دُرّاج و تیهو شکار کردند قدری تماشا کرده به برج آس که لب رود هیرمند بود رفتیم. برج آس را با آجرهای کهنه قدیم ساخته بودند. این برج را حشمت‌الملک ساخته‌است. مدام پنجاه نفر از سرباز فوج قائین با یک دو نفر صاحب‌منصب در آن‌جا ساخلو می‌باشند. این برج، مدور و خندقی هم به‌دور برج کنده‌بودند. دهنه خندق دو ذرع و نیم، عمق، سه ذرع، تخته‌پل هم داشت. زمانی که مستحفظ این برج، سوار و جمعیت را از دور دیدند فوراً تخته‌پل را برداشتند.

پس از آن‌که پای برج رسیدیم و ایشان شناختند از روی برج سلام دادند و دو نفر صاحب‌منصب، درب برج را باز کرده بیرون آمده درب برج را فوراً بسته تخته‌پل را انداخته در نزد بنده آمدند و عذر خواستند که ما اذن نداریم کسی را داخل برج نمائیم.